# كايل سنايدر (لاعب كرة قاعدة)
كايل سنايدر (بالإنجليزية: Kyle Snyder) هو لاعب كرة قاعدة أمريكي، ولد في 9 سبتمبر 1977 في هيوستن في الولايات المتحدة.

## وصلات خارجية
- كايل سنايدر على موقع دوري كرة القاعدة الرئيسي (الإنجليزية)
- كايل سنايدر على موقعبيزبول رفرنس.كوم (الدوري الرئيسي) (الإنجليزية)
- كايل سنايدر على موقعبيزبول رفرنس.كوم (الدوري الثانوي) (الإنجليزية)
- كايل سنايدر على موقع إي إس بي إن.كوم (أم.أل.بي) (الإنجليزية)
- كايل سنايدر على موقع مشجعي الرسوم البيانية (الإنجليزية)